# Lijst van werken van Joop Puntman
Onderstaande lijsten geven een (incompleet) overzicht van werken van Joop Puntman (1934-2013), een Nederlands beeldende kunstenaar.

## Wandkunst
| Afbeelding | Jaar        | Voorstelling                                                    | Beschrijving                                                                          | Locatie | Plaats                | Noten                                            |
| ---------- | ----------- | --------------------------------------------------------------- | ------------------------------------------------------------------------------------- | --- | --------------------- | ------------------------------------------------ |
|            | 1958        | Kinderen                                                        |                                                                                       | RKBS Christoffel, Grotestraat 87, zijde Akenloodseweg                                                                                       | Gendringen            | [ 1 ]                                            |
|            | 1958        | Hertjes                                                         |                                                                                       | RKBS Christoffel, Grotestraat 87, zijde Akenloodseweg                                                                                       | Gendringen            | [ 1 ]                                            |
|            | 1958        | Zeepaardjes                                                     |                                                                                       | RKBS Christoffel, Grotestraat 87, zijde Akenloodseweg                                                                                       | Gendringen            | [ 1 ]                                            |
|            | 1959        |                                                                 | 7 × 3 meter                                                                           | RK jongensschool, nu zalencentrum 'de Wieken', Irenestraat                                                                                  | Elst                  | [ 2 ] [ 3 ]                                      |
|            | 1959 -1997  | Gevelreliëf                                                     | Unica, 5 × 7 meter                                                                    | Twentsche Courant, Brinkstraat 30 | Hengelo               | [ 4 ] [ 5 ] [ 6 ] [ 7 ]                          |
|            | 1960        | Verschijning van Maria aan de drie kinderen van Fatima          |                                                                                       | OLV van Fátimaschool, thans SG de Grundel, de Ruyterstraat 45                                                                               | Hengelo (OV)          | [ 8 ] [ 9 ] [ 10 ]                               |
|            | 1960 (ca.)  | Hoorn des Overvloeds ookwel De Schepping                        |                                                                                       | Veenlandencollege, Diamant 9, zijde Malachiet                                                                                               | Mijdrecht             | [ 11 ] [ 12 ] [ 13 ]                             |
|            | 1960 (ca.)  | Dansende figuren en drie zwaluwen                               |                                                                                       | Clemens Maria Hofbauerschool, thans RKBS De Spoorzoeker, Archimedesstraat 2, zijde Edisonstraat                                             | Breda                 | [ 14 ] [ 15 ] [ 16 ]                             |
|            | 1960        | Twee veulens                                                    |                                                                                       | OLV van Fátimaschool, thans SG de Grundel, de Ruyterstraat 45                                                                               | Hengelo (OV)          | [ 9 ] [ 17 ]                                     |
|            | 1960        | Gevelreliëf                                                     | Een kleurrijke symbolische voorstelling rond een meer en een levensgrote mannenfiguur | Gevel Wolter ten Catestraat 56 | Hengelo               | [ 18 ] [ 19 ]                                    |
|            | 1960        | De lerende jeugd                                                |                                                                                       | RK ULO/H., van der Duyn van maasdamstraat 25                                                                                                | Elst                  | [ 20 ] [ 21 ]                                    |
|            | 1960        | De spelende jeugd                                               |                                                                                       | RK ULO/H., van der Duyn van maasdamstraat 25                                                                                                | Elst                  | [ 20 ] [ 21 ]                                    |
|            | ?           | Mensfiguur en drie vogels                                       | Met haken aan gevel bevestigd                                                         | RK ULO/H., van der Duyn van maasdamstraat 25                                                                                                | Elst                  | [ 20 ] [ 21 ]                                    |
|            | 1962        | Drie voetballers                                                |                                                                                       | 'De Bataven'. Herplaatst in 2006, sportpark De Walburgen, Nijmeegsestraat                                                                   | Gendt                 | [ 23 ] [ 24 ] [ 25 ]                             |
|            | 1963        | Talita Koemi                                                    |                                                                                       | Gevel Talita Koemischool, Burg. Daleslaan 1                                                                                                 | Nijmegen              | [ 26 ] [ 27 ]                                    |
|            | 1963        | Spelende kinderen                                               |                                                                                       | Tuinmuur Talita Koemischool, Burg. Daleslaan 1                                                                                              | Nijmegen              | [ 27 ]                                           |
|            | 1963        | Vijf juffen                                                     |                                                                                       | Kleuterleidstersopleiding de KLOS, later basisschool “De Kubus”. Na sloop in 2015 teruggeplaatst in Lumen                                   | Enschede              | [ 28 ] [ 29 ]                                    |
|            | 1963        | Spelende kinderen met hond                                      |                                                                                       | Don Boscoschool, Gelderingen 60 | Steenwijkerwold       | [ 30 ]                                           |
|            | 1963        | Jesaja 11: de wolf en het lam                                   |                                                                                       | Grote speellokaal van Prinses Ireneschool, Schoolstraat                                                                                     | Vriezenveen           | [ 31 ]                                           |
|            | 1963        |                                                                 |                                                                                       | Gang van Prinses Ireneschool, Schoolstraat                                                                                                  | Vriezenveen           | [ 31 ]                                           |
|            | 1964        | De Levensloop, na verhuizing omgedoopt tot: De Levensweg        | 8 × 1,70 meter                                                                        | Verpleeghuis De Lingehof. In 2003 verplaatst naar Zorgcentrum De Gouden Appel.                                                              | Bemmel                | [ 32 ] [ 33 ] [ 34 ] [ 35 ] [ 36 ]               |
|            | 1964        | De Gondelvaart                                                  |                                                                                       | OLS, Dominee Veenweg 10 | De Knipe              | [ 37 ] [ 38 ] [ 39 ] [ 40 ] [ 41 ]               |
|            | 1964 -2007  |                                                                 |                                                                                       | Beatrixschool (gesloopt in 2007) | Zutphen               |                                                  |
|            | 1965        | Gevelreliëf                                                     |                                                                                       | Rabobank, Hoogstraat | Montfoort             | [ 42 ]                                           |
|            | 1965        | De Haalderense mens en zijn werk                                |                                                                                       | Boerenleenbank (gesloopt). Thans bij kerkhof, achter de Onze-Lieve-Vrouw van Zeven Smartenkerk                                              | Haalderen             | [ 43 ] [ 44 ] [ 45 ] [ 34 ]                      |
|            | 1965        | De levensloop in vier fasen                                     |                                                                                       | Borgsate bejaardentehuis Meidoornsingel | Rotterdam             | [ 47 ] [ 48 ]                                    |
|            | 1965        | Gevelreliëf                                                     |                                                                                       | Gemeentehuis van Valbur, thans verzorgingstehuis                                                                                            | Andelst               | [ 49 ] [ 50 ]                                    |
|            | 1965 -2008  | Meisje te paard                                                 |                                                                                       | Zijgevel voormalig OLS De Essenkamp, Klaproosstraat.                                                                                        | Varsseveld            | [ 52 ] [ 53 ]                                    |
|            | 1965 ?-2008 | Meisje met twee hertjes                                         |                                                                                       | Voorgevel OLS De Essenkamp, Klaproosstraat (pand gesloopt ca 2008).                                                                         | Varsseveld            | [ 54 ]                                           |
|            | 1965?       | Gevelreliëf                                                     |                                                                                       | Gevel kleuterschool 't Meeuwennestje, Moostdijk (gesloopt)                                                                                  | Ospel                 | [ 55 ] [ bron? ]                                 |
|            | 1965        | Kleuterstoet                                                    |                                                                                       | R.K. Kleuterschool 'De eerste stap', naast De Leer, Sint Michielsstraat 6                                                                   | Hengelo (GD)          | [ bron? ]                                        |
|            | 1965        | Icarus                                                          |                                                                                       | R.K. basisschool De Leer, zijde van de Rozenhoflaan. Sint Michielsstraat 6                                                                  | Hengelo (GD)          | [ 56 ] [ 57 ]                                    |
|            | 1965 >      | Vogels, lezend meisje, hert, meisje met muziekinstrument, haan. |                                                                                       | Zijkant van gesloopt gebouw voor de R.K. school De Leer                                                                                     | Hengelo (GD)          | [ 58 ] [ 57 ]                                    |
|            | 1966        | De acrobaten                                                    |                                                                                       | Gevel van gymzaal van de ULO/H. Aloysiusschool                                                                                              | Elst                  | [ 21 ]                                           |
|            | 1966        | Psalm 8                                                         |                                                                                       | Over-Betuwe College, Mozartstraat 12 | Elst                  | [ 59 ] [ 21 ]                                    |
|            | 1967 ?-2008 | Gevelreliëf 1                                                   | Unica                                                                                 | Beatrixschool, Kerkhoflaan. Gesloopt in 2008                                                                                                | Lunteren              | [ 61 ]                                           |
|            | 1967 ?-2008 | Gevelreliëf 2                                                   | Unica                                                                                 | Beatrixschool, Kerkhoflaan. Gesloopt in 2008                                                                                                | Lunteren              | [ 61 ]                                           |
|            | 1967        | Vogel                                                           |                                                                                       | Muiderslotstraat 2 | Arnhem                | [ 62 ]                                           |
|            | 1968 ?-?    | Jongen met vlieger, meisje voert vogels                         |                                                                                       | Burgemeester van Tuijllschool, later De vlieger. Pand gesloopt. Kunstwerk is in bewaring gemeente Ulft.                                     | Terborg               | [ 63 ] [ bron? ]                                 |
|            | 1968        | Edith Stein                                                     |                                                                                       | Gevel Edith Steinschool | Zijtaart              | [ 64 ]                                           |
|            | 1968        | Gevelreliëf                                                     |                                                                                       | Prinses Beatrixschool. Na uitbreiding van de school bevindt het werk zich aan de binnenkant van het Fantaziehuis, Linthorstlaan 14.         | Vriezenveen           | [ 65 ]                                           |
|            | 1969        | Levensvreugd                                                    |                                                                                       | Woning Levensvreugd voor zusters en/of nonnen. Sint Antoniusplein 3                                                                         | Millingen aan de Rijn | [ 66 ]                                           |
|            | 1969        | Meisje met hert                                                 |                                                                                       | De speelhof, later basisschool De Wieling                                                                                                   | Haalderen             | [ 67 ]                                           |
|            | 1969        | Reliëf                                                          |                                                                                       | Kleuterschool De Joertsenest. Na sloop (2000) van de school is het werk gerestaureerd en in 2019 herplaatst aan de gevel van de Vitusschool | Well                  | [ 68 ] [ 69 ] [ 70 ] [ 71 ] [ 72 ] [ 73 ] [ 74 ] |
|            | 1969        | Kinderen in de natuur                                           | 3 × 1 meter                                                                           | Kleuterschool De Blokkendoos, Broekstraat. In 2016 is het kunstwerk herplaatst naar de Blokhut                                              | Maasbree              | [ 75 ]                                           |
|            | 196?-2020   | Gevelreliëf                                                     |                                                                                       | Gerardusschool aan de Meerkreuk. Vergaan tijdens de sloop in 2020                                                                           | Oude Wetering         | [ 76 ] [ 77 ] [ 78 ] [ 79 ]                      |
|            | 1970        | Tijl Uilenspiegel met de grap van de linkerschoen               |                                                                                       | School, Hazelaarstraat. Na sloop van de school (2013) is het werk herplaatst op de kopgevel van gebouw Korenbloem aan de Brugstraat         | Vianen                | [ 80 ] [ 81 ]                                    |
|            | 1970        | Vignet                                                          |                                                                                       | Hal van Stichting Gereformeerde Kinderbescherming                                                                                           | Ede                   | [ 82 ]                                           |
|            | 1971        | Willem Barentsz                                                 |                                                                                       | School, Meijhorst. Na sloop van de school in 2014 is het herplaatst in de nieuwbouw.                                                        | Nijmegen              | [ 83 ] [ 84 ] [ 85 ] [ 86 ]                      |
|            | 1971        | Steigerend paardje                                              |                                                                                       | Geertrudishof | Leusden               | [ 87 ] [ 88 ]                                    |
|            | 1971        | De Golfslag                                                     | Keramiek                                                                              | Smedingplein 2 | Emmeloord             | [ 89 ] [ 90 ]                                    |
|            | 1973        | Eerbetoon aan Bernard Geurtzen                                  | Keramiek                                                                              | Beursstraat–Lange Nering | Emmeloord             | [ 91 ] [ 92 ]                                    |
|            | 1974        | Kinderen achter elkaar                                          |                                                                                       | CBS De Verbindingsweg, Verbindingsweg 2 | Musselkanaal          | [ 93 ]                                           |
|            | 1977        | Wandkunst                                                       |                                                                                       | Tandartspraktijk | Gendt                 | [ 94 ]                                           |
|            | 1978        | Ooievaars                                                       |                                                                                       | Gevel van een vrouwenarts en verloskundige-echtpaar                                                                                         | Almelo                | [ 95 ] [ 96 ]                                    |
|            | 1978        | Spelende kinderen met aarde, water en lucht                     | 4 × 1,5 meter                                                                         | St.-Jozefschool, Broekstraat | Maasbree              | [ 97 ]                                           |
|            | 1993        | Reliëf                                                          |                                                                                       | Dorpshuis de Tichel Kolkweg 5a | Haalderen             | [ 98 ] [ 99 ]                                    |
|            | 2001        | Spelende kinderen                                               | Keramiek van kinderen en o.a. kasteel Doornenburg.                                    | BS De Doornick, Clara van Delwigstraat 3 | Doornenburg           | [ 100 ] [ 101 ]                                  |
|            | ?-2015?     | Meisje                                                          |                                                                                       | Chopinstraat 3 (pand gesloopt in 2015) | Millingen aan de Rijn | [ 102 ]                                          |

## Beelden
| Afbeelding | Jaar | Voorstelling                      | Beschrijving                                                      | Locatie                                                                       | Plaats                 | Noten                                           |
| ---------- | ---- | --------------------------------- | ----------------------------------------------------------------- | ----------------------------------------------------------------------------- | ---------------------- | ----------------------------------------------- |
|            | 1961 | De Bataaf                         | 2,20 meter hoog gipsbeeld van de Romeinse Bataaf Claudius Civilis | De Kinkelenburg, resp. Keizer Karelplein. (Huidige locatie/bestaan onbekend.) | Bemmel, resp. Nijmegen | [ 103 ] [ 104 ] [ 105 ] [ 106 ] [ 107 ] [ 108 ] |
|            | 1997 | Maria met kind                    | Piëta van houtwerk                                                | Voorin de OLV Kerk van Zeven smarten                                          | Haalderen              | [ 109 ] [ 110 ]                                 |
|            | 1999 | Obelisk                           |                                                                   | Langestraat                                                                   | Huissen                | [ 111 ]                                         |
|            | 2005 | Monument voor het ongedoopte kind | Keramisch beeld van knielende man met kind en toekijkende vrouw.  | Roomse begraafplaats, Van der Mondeweg 24                                     | Haalderen              | [ 112 ]                                         |

## Overig
| Afbeelding | Jaar   | Voorstelling  | Beschrijving    | Locatie                                              | Plaats                     | Noten           |
| ---------- | ------ | ------------- | --------------- | ---------------------------------------------------- | -------------------------- | --------------- |
|            | ?      |               | Glasschildering | Kapsalon                                             | Huissen                    | [ 113 ]         |
|            | 1961-? |               | Grafzuilen      | RK begraafplaats achter de OLV van Zeven Smartenkerk | Haalderen                  | [ 114 ] [ 33 ]  |
|            | 1969   | De Bizon      | Speeltoestel    | Basisschool de Wieling, Kolkweg 5                    | Haalderen                  | [ 115 ]         |
|            | 1972   | Gemeentewapen | Keramiek        | Gemeentehuis                                         | Emmeloord, Noordoostpolder | [ 116 ] [ 117 ] |

## Grafiek

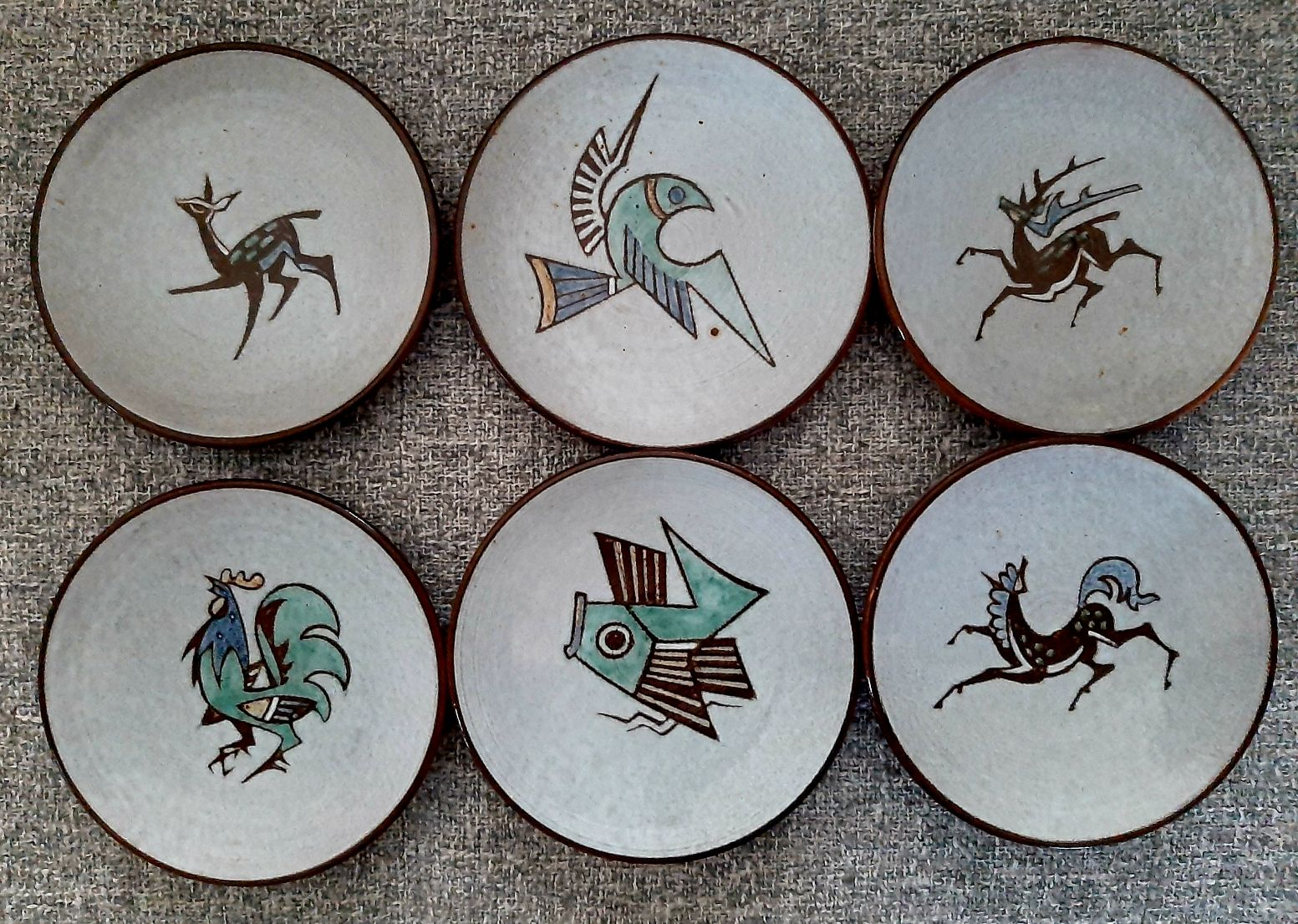
Schotels met Puntmans grafiek

- 1993: Illustraties in Wismans, Joop (1993), 60 jaar (1933-1993), Haalderen. Boekje ter gelegenheid van het 60-jarig bestaan van de parochie Onze Lieve vrouw van Zeven Smarten te Haalderen[118]
- Decoratie van aardewerk